# (S)-1-Амино-2-метоксиметилпирролидин
(S)-1-Амино-2-метоксиметилпирролидин (SAMP) — органическое вещество, замещённый пирролидин. Предложен в 1970-е годы Эндерсом в качестве хирального вспомогательного реагента для проведения ряда стереоселективных реакций.

## Получение
SAMP синтезируют из природной хиральной аминокислоты (S)-пролина. Из-за более короткого синтеза и дешёвого исходного материала SAMP более широко применяется в органическом синтезе, чем RAMP.

## Химические свойства
SAMP (как и его энантиомер RAMP) широко применяется в стереоселективном синтезе как хиральный вспомогательный реагент. Подход включает в себя несколько стадий:
- SAMP вводят в реакцию с карбонильными соединениями, получая соответствующие хиральные гидразоны;
- эти гидразоны затем вводят во взаимодействие с сильным основанием (стадия металлирования), получая азаеноляты;
- азаеноляты обрабатывают тем или иным электрофильным реагентом, получая продукт алкилирования, альдольной реакции и др. в зависимости от выбранного электрофила и цели синтеза;
- вспомогательный остаток SAMP удаляют из продукта[1].